# 1988年ソウルオリンピックのアメリカ合衆国選手団
1988年ソウルオリンピックのアメリカ合衆国選手団（1988ねんソウルオリンピックのアメリカがっしゅうこくせんしゅだん）は、1988年9月17日から10月2日にかけて韓国の首都のソウル特別市で開催された1988年ソウルオリンピックのアメリカ合衆国選手団、およびその競技結果。

## 概要
今大会は金メダル36個、銀メダル31個、銅メダル27個の合計94個のメダルを獲得した。

## メダル
カール･ルイスが1984年ロサンゼルスオリンピックに続いて金メダルの獲得となった。
| メダル | 選手名 | 競技   | 種目                     |
| ------ | --- | ------ | ------------------------ |
| 金     | カール・ルイス                                                                                              | 陸上   | 男子100m                 |
| 金     | ジョー・デローチ                                                                                            | 陸上   | 男子200m                 |
| 金     | スティーブ・ルイス                                                                                          | 陸上   | 男子400m                 |
| 金     | ロジャー・キングダム                                                                                        | 陸上   | 男子110mハードル         |
| 金     | アンドレ・フィリップス                                                                                      | 陸上   | 男子400mハードル         |
| 金     | ダニー・エベレット スティーブ・ルイス ケヴィン・ロビンジーン ブッチ・レイノルズ                             | 陸上   | 男子4×400mリレー         |
| 金     | カール・ルイス                                                                                              | 陸上   | 男子走幅跳               |
| 金     | フローレンス・グリフィス＝ジョイナー                                                                        | 陸上   | 女子100m                 |
| 金     | フローレンス・グリフィス＝ジョイナー                                                                        | 陸上   | 女子200m                 |
| 金     | アリス・ブラウン シーラ・エコルズ フローレンス・グリフィス＝ジョイナー エベリン・アシュフォード             | 陸上   | 女子4×100mリレー         |
| 金     | ルイス・リッター                                                                                            | 陸上   | 女子走高跳               |
| 金     | ジャッキー・ジョイナー・カーシー                                                                            | 陸上   | 女子走幅跳               |
| 金     | ジャッキー・ジョイナー・カーシー                                                                            | 陸上   | 女子七種競技             |
| 金     | マット・ビオンディ                                                                                          | 競泳   | 男子50m自由形            |
| 金     | マット・ビオンディ                                                                                          | 競泳   | 男子100m自由形           |
| 金     | クリス・ジェイコブス トロイ・ダルビー トム・イェーガー マット・ビオンディ                                   | 競泳   | 男子4×100m自由形リレー   |
| 金     | トロイ・ダルビー マシュー・セットリンスキー ダグ・ゲルセン マット・ビオンディ                               | 競泳   | 男子4×200m自由形リレー   |
| 金     | デビッド・バーコフ リチャード・シュレーダー マット・ビオンディ クリス・ジェイコブス                         | 競泳   | 男子4×100mメドレーリレー |
| 金     | ジャネット・エバンス                                                                                        | 競泳   | 女子400m自由形           |
| 金     | ジャネット・エバンス                                                                                        | 競泳   | 女子800m自由形           |
| 金     | ジャネット・エバンス                                                                                        | 競泳   | 女子400m個人メドレー     |
| 金     | ケン・フラック ロバート・セグソ                                                                             | テニス | 男子ダブルス             |
| 金     | パム・シュライバー ジーナ・ガリソン                                                                         | テニス | 女子ダブルス             |
| 銀     | カール・ルイス                                                                                              | 陸上   | 男子200m                 |
| 銀     | ブッチ・レイノルズ                                                                                          | 陸上   | 男子400m                 |
| 銀     | マイク・パウエル                                                                                            | 陸上   | 男子走幅跳               |
| 銀     | ホリス・コンウェイ                                                                                          | 陸上   | 男子走高跳               |
| 銀     | ランディー・バーンズ                                                                                        | 陸上   | 男子砲丸投               |
| 銀     | エベリン・アシュフォード                                                                                    | 陸上   | 女子100m                 |
| 銀     | ディニアン・ハワード ダイアン・ディクソン バレリー・ブリスコ・フックス フローレンス・グリフィス＝ジョイナー | 陸上   | 女子4×400mリレー         |
| 銀     | トム・イェーガー                                                                                            | 競泳   | 男子50m自由形            |
| 銀     | クリス・ジェイコブス                                                                                        | 競泳   | 男子100m自由形           |
| 銀     | デビッド・バーコフ                                                                                          | 競泳   | 男子100m背泳ぎ           |
| 銀     | マット・ビオンディ                                                                                          | 競泳   | 男子100mバタフライ       |
| 銀     | デビッド・ワートン                                                                                          | 競泳   | 男子400m個人メドレー     |
| 銀     | ベス・バー トレイシー・マクファーレーン ジャネル・ジョーゲンセン メアリー・ウェイト                         | 競泳   | 女子4×100mメドレーリレー |
| 銀     | ティム・メイヨット                                                                                          | テニス | 男子シングルス           |
| 銀     | ケビン・アサノ                                                                                              | 柔道   | 男子60kg以下級           |
| 銅     | カルヴィン・スミス                                                                                          | 陸上   | 男子100m                 |
| 銅     | ダニー・エベレット                                                                                          | 陸上   | 男子400m                 |
| 銅     | トニー・キャンベル                                                                                          | 陸上   | 男子110mハードル         |
| 銅     | エドウィン・モーゼス                                                                                        | 陸上   | 男子400mハードル         |
| 銅     | ラリー・マイリックス                                                                                        | 陸上   | 男子走幅跳               |
| 銅     | キム・ギャラガー                                                                                            | 陸上   | 女子800m                 |
| 銅     | マット・ビオンディ                                                                                          | 競泳   | 男子200m自由形           |
| 銅     | ジル・スターケル                                                                                            | 競泳   | 女子50m自由形            |
| 銅     | メアリー・マーハー                                                                                          | 競泳   | 女子200mバタフライ       |
| 銅     | メアリー・ウェイト ミッチ・クレマー ローラ・ウォーカー ダラ・トーレス                                       | 競泳   | 女子4×100m自由形リレー   |
| 銅     | ブラッド・ギルバート                                                                                        | テニス | 男子シングルス           |
| 銅     | ジーナ・ガリソン                                                                                            | テニス | 女子シングルス           |
| 銅     | コニー・パラスケヴィン＝ヤング                                                                              | 自転車 | 女子スプリント           |
| 銅     | マイク・スウェイン                                                                                          | 柔道   | 男子71kg以下級           |